# Chiesa di Sant'Antonio Abate (Castiglione di Cervia)
La chiesa di Sant'Antonio Abate è un edificio di culto di Castiglione di Cervia.
Sorta nel 1902, in luogo di un preesistente edificio sacro gravemente danneggiato dall'incendio del 1875, questa chiesa manifesta di primo acchito il suo aspetto neo-classicheggiante.
La facciata è contrassegnata da lesene a separarla in tre moduli, di cui i due laterali, più ristretti, offrono collocazione a nicchie completamente spoglie. Un frontone di foggia triangolare orna l'intera larghezza dell'edificio ed identico motivo è ripreso a rimarcare l'ingresso, posizionato in maniera contrapposta ai dettami canonici che vogliono la parte più sacra rivolta a ponente e a oriente. La chiesa, ad una sola navata di notevole luminosità, grazie a sei finestre a lunetta per lato, è segnata da lesene in mattoni a vista e si apre, nella parte mediana, in due cappelle con altare, dedicate rispettivamente alla Vergine e a S. Giuseppe con Bambino. Più oltre, in posizione quasi prospiciente il presbiterio, una cappelletta del S.S. Sacramento, sperata però da una porta dal corpo dell'aula ove è possibile ammirare un crocifisso del XVI secolo. L'abside di forma semicircolare, completamente in mattoni a vista, ospita sullo sfondo la nicchia con la statua del Santo cui la chiesa è dedicata e trae ampia luce da due finestre rettangolari.
La controfacciata è impreziosita, nella parte superiore da un organo di pregevole fattura datato 1640 proveniente dalla chiesa di S. Maria in Vado di Ferrara, con coro a balcone, cui si accede attraverso una minuscola scala a chiocciola nascosta da una bussola. La torre campanaria, di modesta altezza, nel corpo della quale spicca un'ampia apertura circolare, è in mattoni a vista e alla sommità di essa svetta un terminale a cupola.